# إبراهيم شرف الدين
إبراهيم شرف الدين ممثل يمني كوميدي بدأ نجمه بالسطوع بعد مشاركاته الأولى البسيطة في مسلسل كيني ميني فقد شد المشاهدين إلى أسلوبه وصوته ذو النبرة الخاصة، واصل مسيرته الفنية وشارك بعدها في مسلسلات عدة بأدوار رئيسية وأدوار بطولة.

## مسيرته الفنية
بدأ حياته الفنية بالتمثيل في الفرق المدرسية في كوكبان وانتقل بعد اتمامه المرحلة الثانوية إلى قيادة فرقة المسرح في نادي شباب كوكبان، بدأ بعدها في تمثيل محافظة المحويت في مهرجانات المسرح على المستوى الوطني حتى عام 2004 بالتزامن مع عمله كمدرس في إحدى مدارس كوكبان وأثناء مشاركته في مهرجان المسرح في صنعاء ضمن إطار فعاليات صنعاء عاصمة الثقافة العربية 2004 تعرف على الوسط الفني فيها وبدأ انطلاقته في التمثيل التلفزيوني في صنعاء، ابتداء بمشاركته الأولى في مسلسل كشكوش ومن ثم مشاركاته الأولى البسيطة في مسلسل كيني ميني بأجزائه المتعددة  ليبدأ مرحلة المشاركة بأدوار بطولة بعد دور حسان الذي لعبه في مسلسل أشواق وأشواك.

## أهم أعماله

### مسلسلات
- أشواق وأشواك (2009)
- عيني عينك جميع الأجزاء
- قبل الفوات
- مننا فينا
- كل يوم حكاية
- كيني ميني
- يا فصيح لمن تصيح
- كشكوش
- الفريق
- حي الحكمة
- دروب شائكة
- شرم برم
- ثمن الحرية (مسلسل) (2015)
- كله يهون (2016)
- مسلسل بعد الغياب
- مسلسل غربلة

### أفلام
- فيلم الرهان الخاسر (2008)

### مسرحيات
- البخيل
- رسالة المسرح
- الأقصى
- المرأة